# Macintosh II

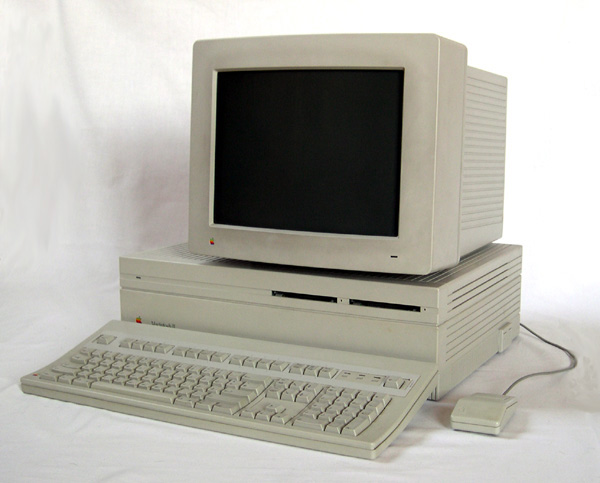
Macintosh II.

El  Macintosh II , conegut també com a " Mac II " va ser un model d'ordinador de la sèrie Apple Macintosh que va aparèixer el 1987.
Anava equipat amb un processador Motorola 68020 amb una freqüència de rellotge de 16 MHz i una memòria d'1 MB de SIMM i podia ampliar-se fins 20 MB, i amb l'extensió FDHD fins a 68 MB. El disc dur opcional tenia una capacitat de 20 MB i estava connectat per mitjà d'una interfície SCSI. Hi havia 6 entrades NuBus per a targetes d'ampliació. A diferència del popular Macintosh Plus també es podia ampliar mitjançant el bus SCSI, al qual es podien connectar diversos dispositius externs, com ara un escàner, diversos discos durs, unitats de CD-ROM o unitats de cinta per a fer còpies de seguretat.
El Macintosh II va ser el primer Macintosh que es va fabricar de forma modular sense el monitor integrat en la carcassa. Va servir de base per a una sèrie completa d'ordinadors Macintosh II, com ara el Macintosh IIx, el Macintosh IIsi o el Macintosh IIfx.